# John and Yoko: A Love Story
John and Yoko: A Love Story è un film per la televisione del 1985 diretto da Sandor Stern che racconta la storia di John Lennon & Yōko Ono, a partire dal loro primo incontro nel 1966 e concludendo con l'assassinio di Lennon nel 1980.
Il film biografico venne realizzato con la diretta consulenza di Yōko Ono, che detiene i diritti della canzoni di Lennon. Nel film, Mark McGann interpreta John Lennon mentre Kim Miyori è Yōko Ono. Il film venne trasmesso negli Stati Uniti sul canale NBC il 2 dicembre del 1985.

## Trama
19 agosto 1966, Memphis (Tennessee): i Beatles sono nel pieno del loro quarto tour negli Stati Uniti, funestato dalle minacce del Ku Klux Klan, e dai roghi dei loro dischi da parte dei fondamentalisti religiosi, a causa delle dichiarazioni di John circa il fatto che all'epoca i Beatles erano ormai più famosi di Gesù. Il gruppo decide di smettere di esibirsi dal vivo, anche perché, a causa degli assordanti strilli delle fan, non riescono nemmeno più a sentirsi mentre suonano. La band torna in Inghilterra, dove tre mesi dopo, John incontra un'artista giapponese di nome Yoko Ono. Inizialmente la donna sembra essere infastidita dall'atteggiamento e dai modi di Lennon, fino a quando John Dunbar, socio fondatore della galleria d'arte Indica Gallery, non le dice che l'uomo è uno dei Beatles. John e Yoko diventano amici, iniziano a frequentarsi e successivamente si innamorano, nonostante siano entrambi sposati con prole. Spesso Yoko fa visita a John in studio di registrazione, con grande disappunto degli altri membri del gruppo. Nel frattempo, Brian Epstein, il manager dei Beatles, muore a causa di una accidentale overdose di barbiturici. Nel febbraio 1968, John parte per l'India insieme alla moglie Cynthia, unendosi agli altri Beatles per studiare meditazione trascendentale con il Maharishi Mahesh Yogi. Deluso dall'esperienza, Lennon torna in Inghilterra, e mentre la moglie si trova in vacanza in Grecia, invita Yoko a passare la notte a casa sua. I due iniziano a registrare brani sperimentali (che diverranno poi l'album Two Virgins) e alle prime luci dell'alba, fanno l'amore.
John abbandona Cynthia e il figlio Julian, mentre Yoko lascia il marito Anthony e la figlia Kyoko. Con il passare dei mesi, John & Yoko iniziano a fare coppia fissa, presenziano a varie mostre d'arte e si impegnano per promuovere la pace mondiale. Tuttavia, la coppia viene arrestata per possesso di Hashish mentre si trova nell'appartamento di proprietà di Ringo Starr. Yoko scopre in seguito di essere incinta di John, ma perde il bambino. Dopo aver ottenuto i rispettivi divorzi, John & Yoko si sposano a Gibilterra, e iniziano ad esibirsi con la Plastic Ono Band, poiché Lennon vuole assolutamente lasciare i Beatles. Nel 1970, anche Paul McCartney decide di abbandonare la band, esasperato dal comportamento menefreghista dei compagni, e i Beatles si sciolgono. Yoko viene indicata dalla stampa come la causa della fine del gruppo.
Nell'estate 1971, John & Yoko vanno a New York negli Stati Uniti per iniziare una nuova vita, dopo che Lennon ha pubblicato un album solista intitolato Imagine, che si è rivelato un grosso successo. A causa del passato arresto per droga, però la coppia incontra dei problemi riguardo al permesso di vivere in America, e i due vengono anche messi sotto sorveglianza da parte del FBI a causa delle loro posizioni politiche.
Nel 1972 il candidato repubblicano conservatore Richard Nixon sconfigge George McGovern alle elezioni presidenziali degli Stati Uniti d'America, fatto che sconvolge John tanto da farlo ubriacare e fare sesso con una ragazza davanti agli occhi di Yoko. Poco tempo dopo, la coppia si trasferisce al Dakota Building, e Yoko chiede a John una separazione momentanea, per risolvere i loro problemi coniugali. Yoko chiede a May Pang di accompagnare John a Los Angeles, e la donna diventa l'amante dell'ex-Beatle.. A Los Angeles, Lennon si dà alla baldoria più sfrenata insieme a vari amici tra i quali Ringo Starr e Harry Nilsson. Insieme a quest'ultimo, una sera viene buttato fuori da un locale notturno perché completamente ubriaco e molesto. John decide di averne abbastanza e di doversi dare una ripulita. Telefona a Yoko per dirle che vuole tornare a casa, ma la donna gli dice che è ancora troppo presto per rivedersi. Qualche mese dopo, Elton John, amico di Lennon, partecipa alla registrazione del singolo Whatever Gets You Thru the Night per il suo nuovo album Walls and Bridges. Elton fa una scommessa con John, se la canzone andrà al numero 1 in classifica in America, Lennon salirà sul palco insieme a lui durante un suo concerto. Il singolo arriva in vetta, e John si unisce a Elton durante il suo concerto al Madison Square Garden del novembre 1974. Al termine dello show, nel backstage John incontra Yoko, i due si baciano e tornano insieme. Il 9 ottobre 1975, nasce il primo figlio della coppia, Sean, e Lennon decide di ritirarsi dal mondo del music business per crescere il figlio. Nel 1980, John scopre la musica new wave e decide di tornare a fare musica e incidere un altro album. John & Yoko registrano insieme Double Fantasy. Lennon è felice e dice alla moglie che la "vita comincia a quarant'anni".
8 dicembre 1980, New York: Dopo una serata passata in studio di registrazione, Lennon & Ono tornano a casa al Dakota. All'arrivo, John sente qualcuno che lo chiama, si volta e vede un uomo che gli punta una pistola. Su un fermo immagine del volto di John si ascoltano in sottofondo degli spari. Una scritta in sovrimpressione recita: "John Lennon è morto l'8 dicembre 1980".

## Produzione
La produzione del film richiedeva necessariamente la presenza, e quindi i diritti di varie canzoni di Lennon, ottenibili solamente tramite un accordo con la vedova Yōko Ono, che in cambio ebbe la garanzia di poter supervisionare la sceneggiatura. John J. McMahon fu il produttore esecutivo, mentre Sandor Stern si occupò di scrivere e dirigere il film. Stern venne scelto dopo che un primo copione scritto da Edward Hume non era stato approvato dalla Ono in quanto dipingeva la coppia troppo tossicodipendente dalle droghe.
In un primo momento Mark Lindsay era stato preso in considerazione per il ruolo di John Lennon. Yōko Ono, profondamente coinvolta nella produzione della pellicola, era rimasta colpita da lui durante i provini, ma quando venne a sapere che il suo nome completo era Mark Lindsay Chapman (il nome dell'assassino di Lennon è Mark David Chapman), non lo volle per la parte del marito. Così il ruolo andò a Mark McGann. Anni dopo, Lindsay avrebbe comunque interpretato John Lennon nel film Chapter 27 del 2007.
Il film televisivo è inedito in Italia.